# Evgeniya Belyakova
Evgeniya Belyakova (27 de junho de 1986) é uma basquetebolista profissional russa.

## Carreira
Evgeniya Belyakova integrou a Seleção Russa de Basquetebol Feminino, em Londres 2012, que terminou na quarta colocação.